# حسن و نعیمه
حسن و نعیمه (عربی: حسن ونعيمة) یک فیلم به کارگردانی هنری برکات است که در سال ۱۹۵۹ منتشر شد. از بازیگران آن می‌توان به سعاد حسنی اشاره کرد.